# Халилова, Ханум Гаджи кызы
Ханум Гаджи кызы Халилова (азерб. Xanım Hacı qızı Xəlilova; 1903, Елизаветпольский уезд — 1984, Ханларский район) — советский азербайджанский хлопковод, Герой Социалистического Труда (1948).

## Биография
Родилась в 1903 году в селе Алиушагы Елизаветпольского уезда Елизаветпольской губернии (ныне село в Самухском районе Азербайджана).
В 1931—1964 годах — колхозница, звеньевая колхоза имени Ленина, звеньевая колхоза «Азербайджан», рабочая совхоза «Гянджа» Ханларского района. В 1947 году получила урожай хлопка 88,42 центнера с гектара на площади 5 гектаров.
Указом Президиума Верховного Совета СССР от 10 марта 1948 года за получение в 1947 году высоких урожаев хлопка Халиловой Ханум Гаджи кызы присвоено звание Героя Социалистического Труда с вручением ордена Ленина и золотой медали «Серп и Молот».
Активно участвовала в общественной жизни Азербайджана. Член КПСС с 1953 года.
С 1968 года — пенсионер союзного значения.
Скончалась в 1984 году в родном селе.